# CiteScore
O CiteScore (CS) de uma revista acadêmica é uma medida que reflete o número médio anual de citações de artigos recentes publicados nessa revista. Essa métrica de avaliação de periódico foi lançada em dezembro de 2016 pela Elsevier como uma alternativa aos fatores de impacto do JCR geralmente usados. Embora o fator de impacto CiteScore e JCR seja semelhante em sua definição, o CiteScore é baseado nas citações registradas no banco de dados Scopus, e não no JCR, e essas citações são coletadas para artigos publicados nos três anos anteriores, em vez de dois ou cinco.

## Cálculo
Em qualquer ano, o CiteScore de uma revista é o número de citações recebidas naquele ano de artigos publicados nessa revista durante os três anos anteriores, dividido pelo número total de "itens citáveis" publicados nessa revista durante os três anos precedentes:
{\displaystyle {\text{CS}}_{y}={{\text{Citações}}_{y-1}+{\text{Citações}}_{y-2}+{\text{Citações}}_{y-3} \over {\text{Publicações}}_{y-1}+{\text{Publicações}}_{y-2}+{\text{Publicações}}_{y-3}}}
Por exemplo, a Nature tinha um CiteScore de 14.456 em 2017:
{\displaystyle {\text{CS}}_{2017}={{\text{Citações}}_{2016}+{\text{Citações}}_{2015}+{\text{Citações}}_{2014} \over {\text{Publicações}}_{2016}+{\text{Publicações}}_{2015}+{\text{Publicações}}_{2014}}={114639 \over 7860}=14.59}
Observe que 2017 CiteScores são relatados em 2018; elas não podem ser calculadas até que todas as publicações de 2017 tenham sido processadas pela agência de indexação. O CiteScores normalmente é lançado no final de maio, aproximadamente um mês antes dos fatores de impacto do JCR. A Scopus também fornece os CiteScores projetados para o próximo ano, que são atualizados todos os meses.

## CiteScore vs. fator de impacto

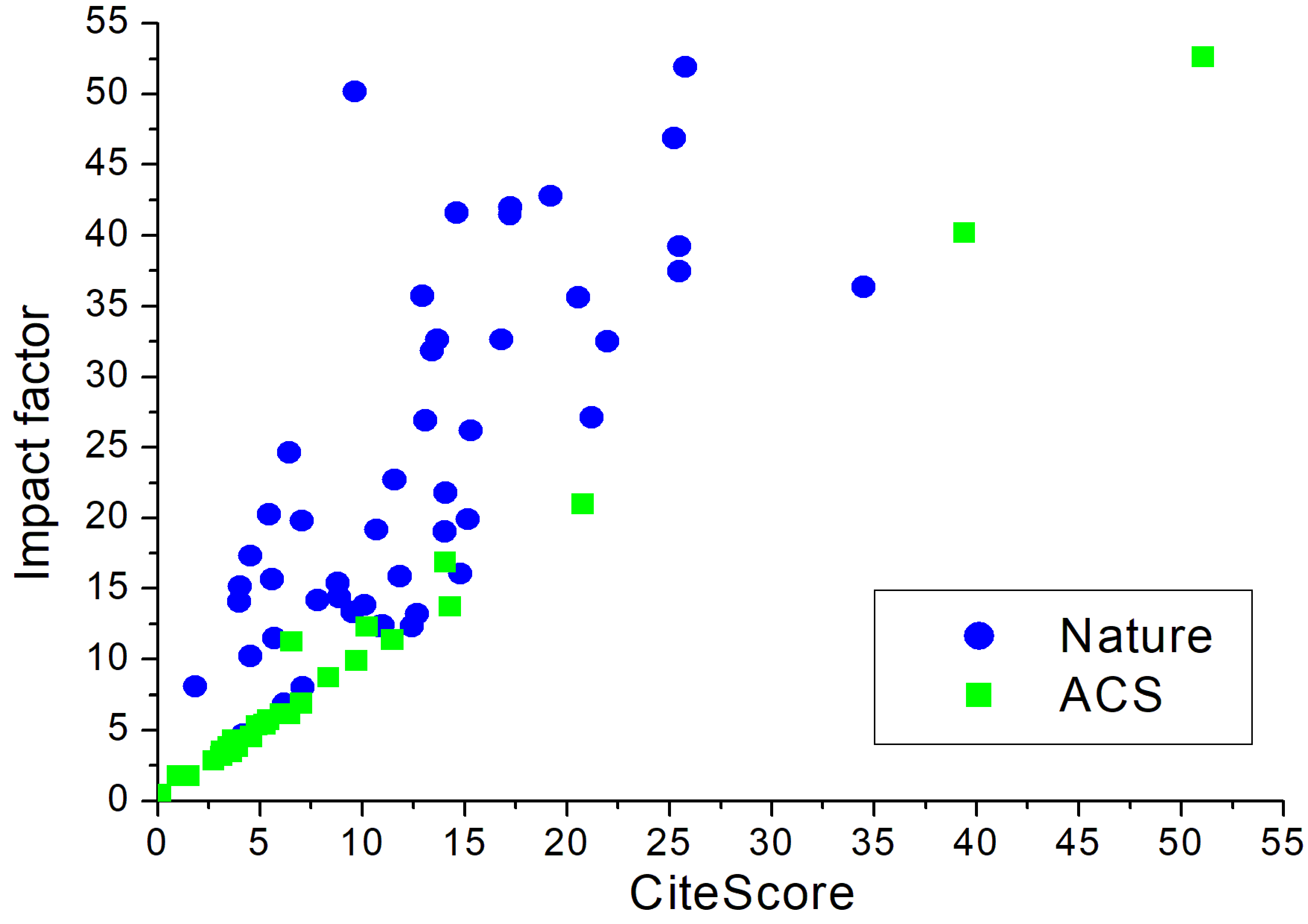
CiteScore vs. Dados de IF para American Chemical Society (ACS, verde) e Nature group (azul), dados de 2017. Os valores para os periódicos Nature estão bem acima do esperado ca. Dependência linear 1:1 porque esses periódicos contêm uma fração significativa dos editoriais.

O CiteScore foi projetado para competir com o fator de impacto JCR de dois anos, que atualmente é a métrica de jornal mais usada. Suas principais diferenças são as seguintes:
| Parâmetro                         | JCR IF            | CiteScore            |
| --------------------------------- | ----------------- | -------------------- |
| Período de avaliação (anos)       | 2                 | 3                    |
| Base de dados                     | JCR               | Scopus               |
| Nº de periódicos indexados (2016) | 11.000            | 22.000               |
| Acesso                            | Inscritos         | Alguém               |
| Itens avaliados                   | Artigos, revisões | Todas as publicações |

Outra diferença importante é a definição do "número de publicações" ou "itens citáveis". Enquanto o JCR exclui todos os tipos de itens menores, como editoriais, notas, retificações, retrações e discussões, todos os artigos sem exceção são contados no CiteScore. A razão para essa não exclusão é que a definição de "editoriais" é vaga e frequentemente questionável. Como resultado, os valores do CiteScore geralmente são mais baixos que o fator de impacto, porque a maioria dos materiais editoriais recebe muito menos citações que os artigos e avaliações regulares. Por exemplo, a revista Nature teve um fator de impacto de 38.138 e um CiteScore de 14,38 em 2015, principalmente por causa de um denominador muito maior no CiteScore (7563) do que no JCR IF (1722).